# Vologda (flod)
Vologda (russisk: Вологда) er en flod i Vologda oblast i Rusland. Den er en biflod til Sukhona og har sine kilder i skovområderne syd for Kubenskojesøen. Vologda er 155 kilometer lang, og har et afstrømningsområde på 3.030 km2. Byen Vologda ligger ved floden, som den også er opkaldt efter. De nederste 40 km af floden, fra byen Vologda til sammenløbet med Sukhona, er farbar for bådrafik.
59°28′20″N 38°55′45″Ø / 59.4722°N 38.9292°Ø